# Tiffany Hayes
Pour les articles homonymes, voir Hayes.
Tiffany Hayes, née le 20 septembre 1989 à Fort Polk South, en Floride aux États-Unis, est une joueuse américaine de basket-ball. Elle évolue au poste d'ailière.

## Biographie
Avec son lycée de Winter Haven, elle glane 117 victoires pour 9 défaites, tout en pratiquant aussi le softball et le cross-country. Diplômée en sociologie de l'Université de Connecticut, elle remporte le championnat NCAA 2009 et 2010. Elle y remporte 147 succès pour seulement 7 revers, marquant trois fois plus de 30 points en senior. Ses moyennes en senior sont de 14,7 points, 5,8 rebonds, 3,3 passes et 2,3 interceptions.
En 2009, elle est la plus jeune joueuse de l'équipe américaine qui remporte le Mondial universitaire à Belgrade (Serbie) par 7 victoires pour aucun revers.
Draftée seulement en 14e position par le Dream, elle débute 17 des 34 rencontres de saison régulière et est nommée dans la WNBA All-Rookie Team 2012. Avec 8,6 points, elle est la cinquième scoreuse des rookies, la seconde en passes (2,1) et la dixième au rebond (3,1). En play-offs, elle cumule 4,3 points, 2,3 rebonds, 1,7 passe décisive et 1,7 interception en trois matches face à Indiana.
À l'automne 2012, elle fait sa première expérience à l'étranger à Hapoël Rishon LeZion, dont qu'elle quitte en janvier 2013, alors qu'elle était meilleure scoreuse de  l'équipe avec 18,7 points par rencontre (3e de la ligue) avec 5,5 rebonds et 3,3 passes décisives. Quelques semaines plus tard, elle signe pour la fin de saison au club turc de Beşiktaş JK, rejoignant son équipière du Dream Armintie Price.
En 2013-2014 au Sport Recife (17,6 points et 5,3 rebonds), elle prolonge son séjour au Brésil pour la saison suivante. Pour la saison 2015-2016, elle signe pour le club chypriote de Turquie de l’Université du Proche-Orient.
Elle connaît un excellent début de saison WNBA 2016 avec notamment 27 points et un nouveau record personnel de 11 rebonds lors d'une victoire 85 à 79 au Madison Square Garden le 24 mai contre le Liberty de New York.
Pour 2017-2018, elle joue en Israël avec le Maccabi Ashdod.
En juin 2018, elle est nommée pour la première fois meilleure joueuse de la semaine en WNBA. Sur cette période marquée par trois victoires du Dream, elle est la meilleure marqueuse de la conférence Est (23,0 points), neuvième à l'adresse (55,8 %), performances complétées par 4,0 rebonds, 3,3 passes décisives et 1,7 interception par rencontre. Le 23 juillet, elle est nommée une deuxième dans la saison joueuse de la semaine, avec trois succès du Dream sur cette période. Elle est deuxième marqueuse de la conférence (18.0 points) et ajoute 4.7 rebonds et 3,0 passes décisives . Elle est nommée meilleure joueuse de la Conférence Est du mois de juillet 2018. Elle est la première joueuse choisie au deuxième tour de la draft à être nommée joueuse du mois. Le 6 août, elle est nommée pour la troisième fois meilleure joueuse de la semaine, où le Dream a obtenu deux succès en trois rencontres. Sur cette période, elle est meilleure marqueuse de la conférence (21,7 points) avec une adresse de 53,3 % (dont 47,6 % à trois points) avec un nouveau record en carrière à 28 points (dont six paniers primés) face au Lynx du Minnesota. Elle signe début août une prolongation de contrat pour plusieurs années à Atlanta.
Elle est sélectionnée pour la première fois de sa carrière dans le meilleur cinq de la WNBA.

## Équipe nationale
En juin 2015, le Dream d'Atlanta annonce que Tiffany Hayes et Aneika Henry manqueront cinq rencontres WNBA pour participer aux Jeux européens à Bakou pour participer aux compétitions de 3×3 sous les couleurs de l'Azerbaïdjan, ce tournoi ne limitant pas la participation des naturalisés.

## Distinctions personnelles
- WNBA All-Rookie Team 2012 [19]
- Sélection au WNBA All-Star Game 2017[20]
- Second cinq défensif de la WNBA 2018[21].
- Meilleur cinq de la WNBA (2018[17])